# Црква Светог Николе у Каменици
Црква Светог Николе у Каменици или Храм светог Николаја у Каменици је православна црква и налази се у насељу Каменица недалеко Ниша и припада Епархији нишкој.

## Историја
Црква светог Николаја у Каменици подигнута је 1831. године на темељима старе богомље. Освећена је 1842. године. Осветио је нишки митрополит Григорије. Живописана је 1860. године од стране непознатог иконописца.
Црква Светог Николе у Каменици је са покретним стварима у њој, које су од посебног културног и историјског значаја, проглашена је за споменик културе 2005. године.

## Обнова
Обнова цркве је почела 2015. године средствима и личним ангажовањем мештана.

## Галерија
- Црква
- Улаз